# Frederiksbergbaneselskabet
Frederiksbergbaneselskabet var en offentligt ejet virksomhed, der blev stiftet i 1995 som følge af lov om Ørestaden og etableringen af Københavns Metro. Selskabet ejedes med 70 procent af Ørestadsselskabet og 30 procent af Frederiksberg Kommune. 
Selskabet blev stiftet med henblik på etableringen af den såkaldte Frederiksbergbane, der går fra Vanløse til Nørreport. 
Frederiksbergbaneselskabet indgik i 2007 i Metroselskabet. 